# Athens Trophy
Athens Trophy je zaniklý ženský tenisový turnaj WTA Tour, který se hrál každoročně v letech 1986–1990. Konal se v řeckém oddílu Athens Lawn Tennis Club na otevřených antukových dvorcích.
Od roku 1988 byl zařazen do nejnižší kategorie okruhu Tier V. V roce 2008 byl turnaj obnoven pod novým názvem Vogue Athens Open jako součást okruhu ITF s dotací 125 000 dolarů.

## Přehled finále

### Dvouhra
| Rok  | vítězka             | finalistka             | výsledek      |
| ---- | ------------------- | ---------------------- | ------------- |
| 1986 | Sylvia Haniková     | Angelika Kanellopoulou | 7–5, 6–0      |
| 1987 | Katerina Malejevová | Julie Halardová        | 6–0, 6–1      |
| 1988 | Isabel Cuetová      | Laura Golarsová        | 6–0, 6–1      |
| 1989 | Cecilia Dahlmanová  | Rachel McQuillanová    | 6–3, 1–6, 7–5 |
| 1990 | Cecilia Dahlmanová  | Katia Piccoliniová     | 7–5, 7–5      |

### Čtyřhra
| Rok  | vítězky                              | finalistky                                 | výsledek      |
| ---- | ------------------------------------ | ------------------------------------------ | ------------- |
| 1986 | Isabel Cuetová Arantxa Sánchezová    | Silke Meierová Wiltrud Probstová           | 4–6, 6–2, 6–4 |
| 1987 | Andrea Betznerová Judith Wiesnerová  | Kathleen Horvathová Dianne van Rensburgová | 6–4, 7–6      |
| 1988 | Sabrina Golešová Judith Wiesnerová   | Silke Franklová Sabine Hacková             | 7–5, 6–0      |
| 1989 | Sandra Cecchiniová Patricia Tarabini | Silke Meierová Elena Pampulovová           | 4–6, 6–4, 6–2 |
| 1990 | Laura Garroneová Karin Kschwendtová  | Leona Lásková Jana Pospíšilová             | 6–0, 1–6, 7–6 |